# قمة القاعدة في كوالالمبور
كانت قمة القاعدة في كوالالمبور 2000 اجتماعاً لأعضاء رفيعي المستوى من تنظيم القاعدة، عقد في كوالالمبور، ماليزيا من 5 يناير إلى 8 يناير 2000.

## القمة
عُقد الاجتماع في غرفة الفندق التي كان يقيم فيها يزيد صوفات، وهو نقيب سابق في الجيش الماليزي ورجل أعمال. كان الهدف من القمة هو التخطيط لهجمات مستقبلية، والتي شملت على ما يبدو مؤامرة تفجير يو إس إس كول في أكتوبر 2000 وأحداث 11 سبتمبر. وكان من بين الحضور من قدامى المحاربين العرب الذين شاركوا في الحرب السوفيتية في أفغانستان، بما فيهم رمزي بن الشيبة ونواف الحازمي وخالد المحضار وتوفيق بن عطاش.
قبل الاجتماع، اعترضت الولايات المتحدة، اتصالاً أجراه المحظار من اليمن فيما يتعلق بترتيبات الرحلة. وكان أسامة بن لادن قد اتصل بهذا الرقم عشرات المرات. بطلب من وكالة المخابرات المركزية سجلت السلطات الماليزية الاجتماع على شريط فيديو، لكن بدون القيام بتسجيل صوت. وتم أيضًا تصوير الرجال عندما خرجوا من الاجتماع. لم يحدد المحققون الأمريكيون هوية هؤلاء الرجال حتى وقت لاحق. وقد تم اكتشاف حضور بن الشيبة للاجتماع من قبل المحققون بالنظر إلى سجلات بطاقته الائتمانية. اعتُقل صوفات لاحقاً، لكنه أنكر أنه كان يعرف أي أحد من الرجال وقال أن حنبلي رتب لعقد الاجتماع.